# Coelops
Coelops là một chi động vật có vú trong họ Dơi nếp mũi, bộ Dơi. Chi này được Blyth miêu tả năm 1848. Loài điển hình của chi này là Coelops frithii Blyth, 1848.

## Các loài
Chi này gồm các loài: